# Jean-Marie Boyer
Jean-Marie Boyer est un acteur français né le 1er août 1926 à Millau et mort le 6 juillet 1967 au sein de l'Hôpital Claude-Bernard  dans le 19e arrondissement de Paris à l'âge de 41 ans.

## Filmographie
- 1938 : Remontons les Champs-Élysées de Sacha Guitry - Un élève (non crédité)
- 1940 :  Untel père et fils  de Julien Duvivier
- 1941 : L'assassinat du Père Noël de Christian-Jaque - Un gosse (non crédité)
- 1941 : Péchés de jeunesse de Maurice Tourneur - Philippe
- 1941 : Nous les gosses de Louis Daquin - Lucien
- 1942 : La Fausse maîtresse de André Cayatte - Paulo (non crédité)
- 1942 : Le Grand combat de Bernard Roland - Jacky
- 1943 : Le Comte de Monte Cristo, 1re partie : Edmond Dantès de Robert Vernay - Le mousse
- 1943 : Picpus de Richard Pottier - Le petit employé (non crédité)
- 1943 : Le Camion blanc de Léo Joannon
- 1943 : Le Voyageur de la Toussaint de Louis Daquin - Le crieur de journaux (non crédité)
- 1943 : Retour de flamme de Henri Fescourt - Le jeune mécano
- 1943 : Fou d'amour de Paul Mesnier - Le titi
- 1943 : Le Val d'enfer de Maurice Tourneur - La Punaise (non crédité)
- 1944 : Le carrefour des enfants perdus de Léo Joannon - Un jeune du centre (non crédité)